# Темрюк (Донецкий городской совет)
Темрюк (укр. Темрюк) — село на Украине, административно подчинено Моспинскому горсовету Пролетарского района города Донецка. Находится под контролем самопровозглашённой Донецкой Народной Республики.

## География

#### Соседние населённые пункты по странам света
СВ: —
С: Октябрьское
СЗ: город Донецк
З: Ларино
ЮЗ: Павлоградское, Придорожное
Ю: Гришки, Менчугово, Калинина, Кирово
ЮВ, В: город Моспино

## Общая информация
Площадь — 0,96 км кв. Почтовый индекс — 83499. Телефонный код — 622.

## Население
| Год  | Количество жителей |
| ---- | ------------------ |
| 1989 | 315                |
| 2001 | 247                |
| 2011 | 198                |
| 2013 | 200                |

## Адрес местного совета
83492, Донецкая область, Донецкий горсовет, г. Моспино, ул. Кооперативная, 22, тел. 221-71-12